# كوفية

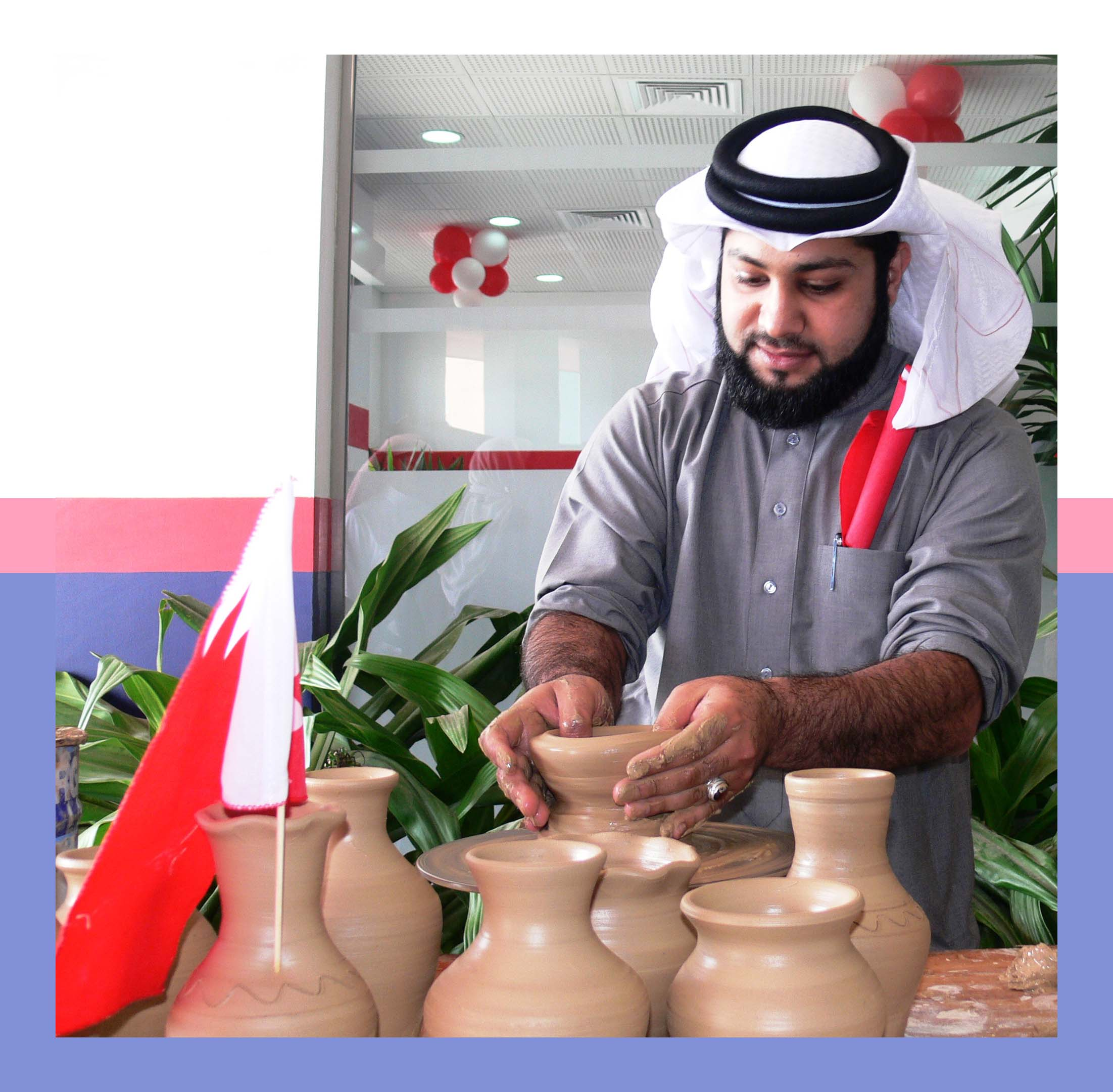
غترة بيضاء

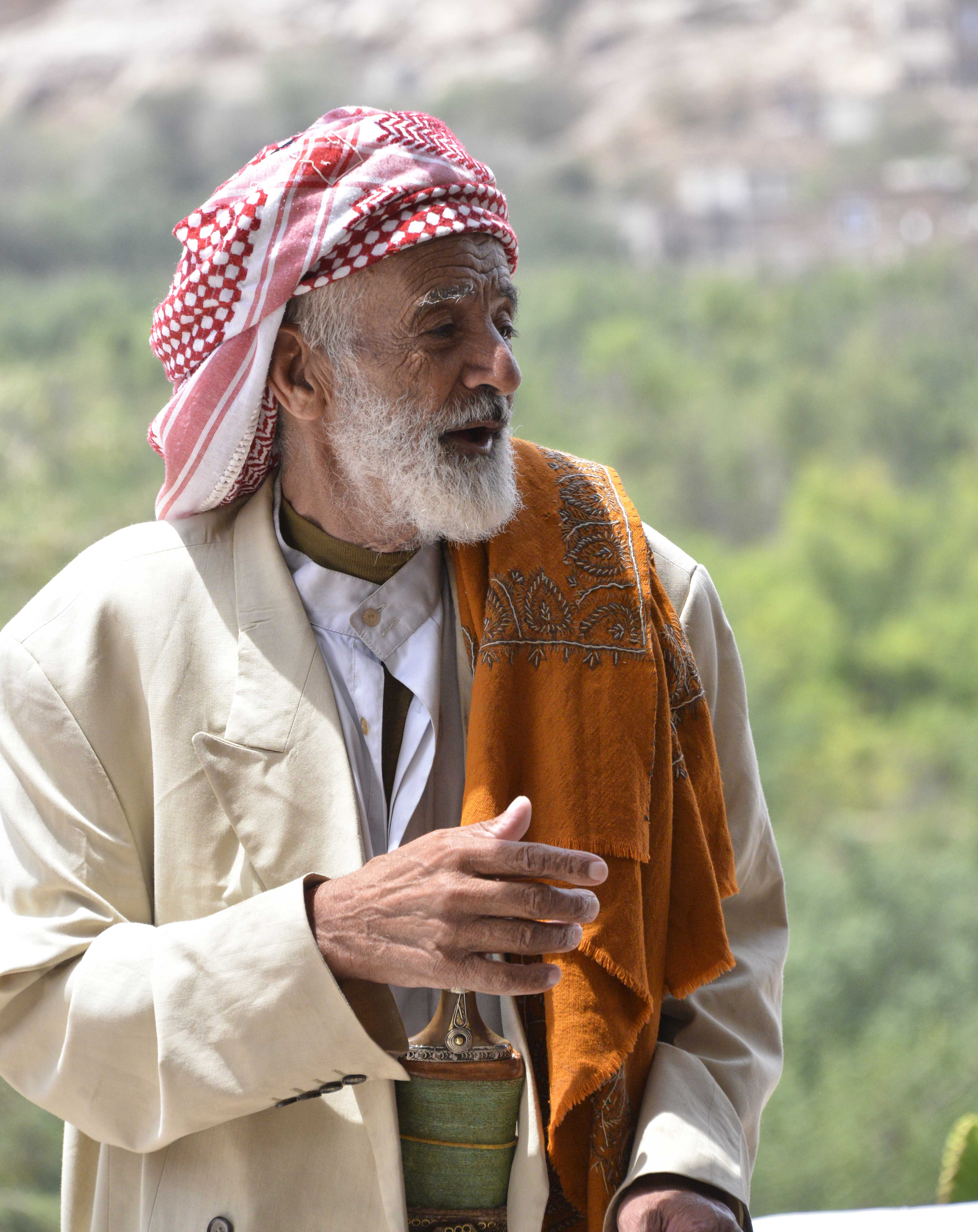

الكوفية أو الغترة أو الشماغ أو الحطّة أو المشدة أو القضاضة أو الجمدانة هي لباس للرأس يتكون من قطعة قماشية تصنع بالعادة من القطن أو كتان ومزخرفة بالوان عديدة أشهرها اللون الأحمر والأبيض والأسود والأبيض، مربعة الشكل وتثنى غالبا بشكل مثلث وتوضع على الرأس وأحيانا على الكتف.

## التسمية
تسمية الشماغ هي الأكثر شيوعا في منطقة الجزيرة العربية والأردن والعراق، بينما تسمى بالغترة في شرق الخليج العربي (الإمارات والكويت والبحرين وقطر وعرب الساحل الشرقي للخليج العربي عمومًا مع عرب الأحواز) واليمن. يدعى الشماغ العربي في المشرق العربي بالكوفية أو الحطّة (خاصة في فلسطين ولبنان). وفي حوض الفرات وشمال سورية وعند التركمان العراقيين تسمى الجمدانة.
يتكون الشماغ عادة من قماش أبيض من القطن الرفيع وعليه نقوش مستطيلة أو مربعة الشكل باللون الأحمر (وهو المعتاد في السعودية ودول الخليج العربي وبادية الشام والعراق)، اما النقشة باللون الأسود فهي الدارجة في لبنان وفلسطين والعراق وسوريا.

## تاريخ الشماغ
وردت كلمة يشماغ في اللغة السومرية والتي هي في الأصل مقطعين هما: أش ماخ: تعني غطاء الرأس ، ولكن بعض الباحثين نفوا هذه النظرية لأن كلمة رأس العربية تقابلها في اللغة السومرية كلمة سانغ، وأش لها أكثر من معنى هي: "واحد، فريد، عنكبوت، خبز، دقيق". وأيضا في اللغة الأكدية هناك كلمات تشبه شماغ وهم: شمغ بمعنى مرض، وشماخ ولها أكثر من معنى هي: يكبر، ينبت، ينمو" - أو "ينقض العهد". وقيل أيضا ان كلمة شماغ ربما تكون مشتقة من كلمة يشمك التركية.

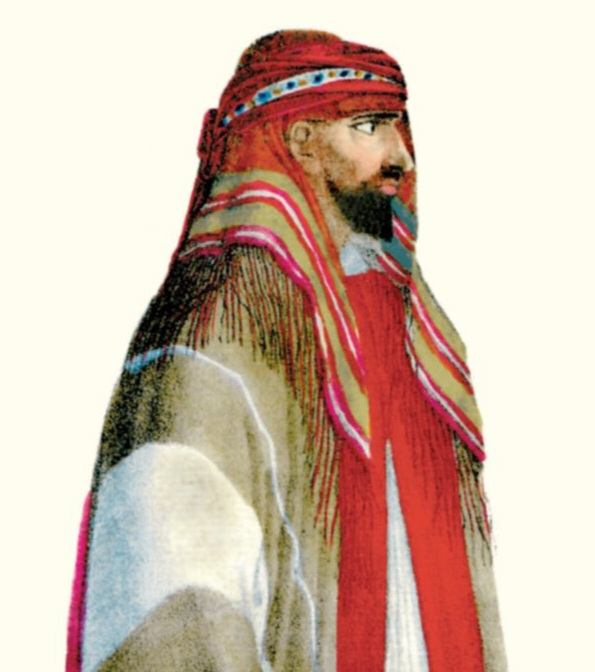
الإمام عبد الله بن سعود آخر حاكم للدولة السعودية الأولى

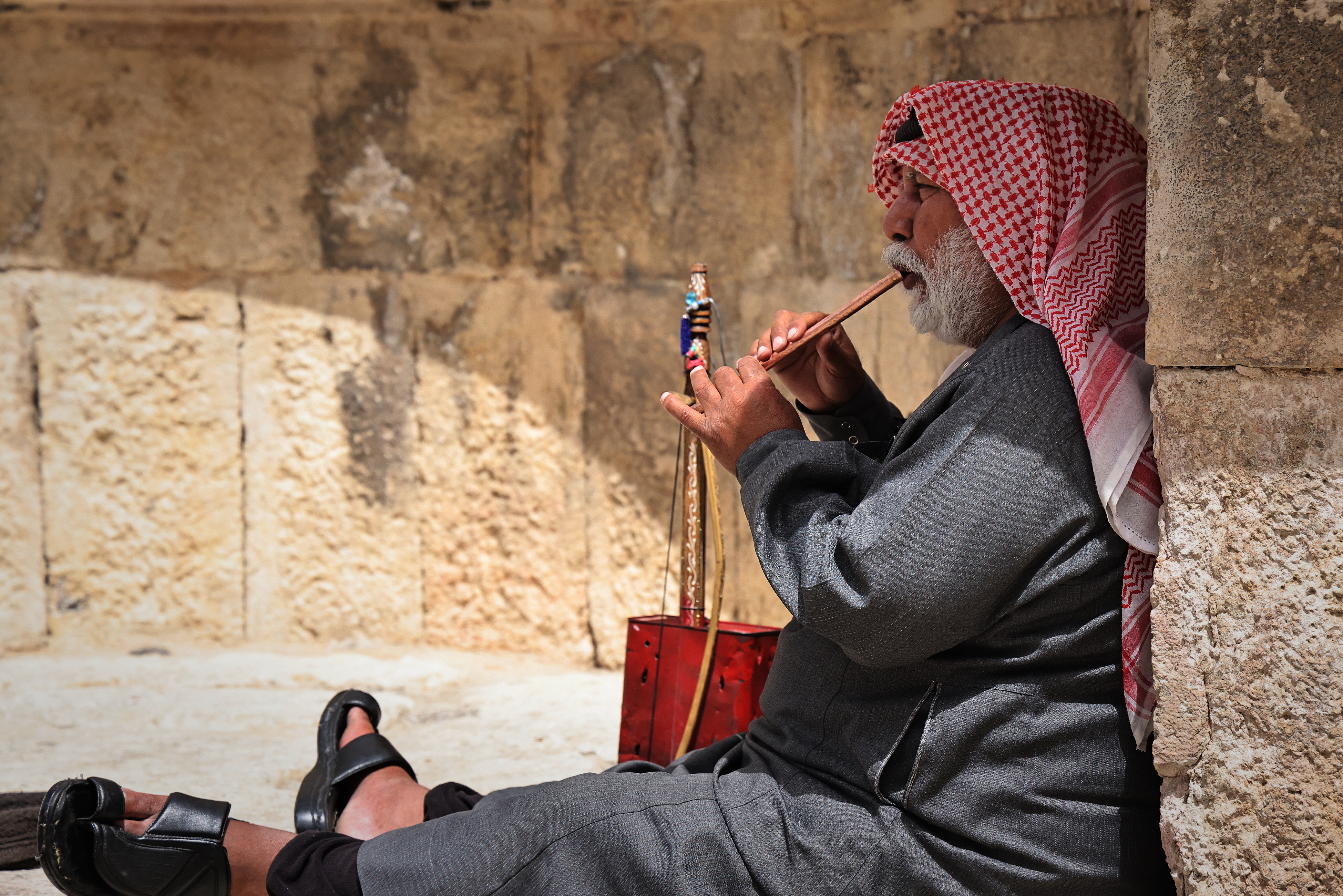
رجل أردني يرتدي الشماغ الأحمر في المدرج الروماني في عمّان

يعتبر أول وصف كتابي للشماغ بالسعودية، تحديدا الصحراء الشمالية. واول تصوير للشماغ كان للإمام عبد الله بن سعود في عام 1818م.
يعتقد باحثون في الملابس التقليدية للشعوب بأن النمط المستخدم في توزيع الألوان (الأحمر والأبيض) أو غيرهما يعود إلى حضارات ما بين النهرين القديمة، ويعتقد أن هذه الأنماط اللونية قد استخدمت محاكاة لشبكات صيد السمك أو إلى سنبلة القمح والحنطة،[بحاجة لمصدر] ولكن يعتبر نمط زخرفة اللباس البدوي الموجود على الشماغ والعباءة البدوية فنا من شبه الجزيرة العربية يطابق آثارا وجدت في الجزيرة العربية تحديدا في المنطقة الشمالية من السعودية.

## القماش

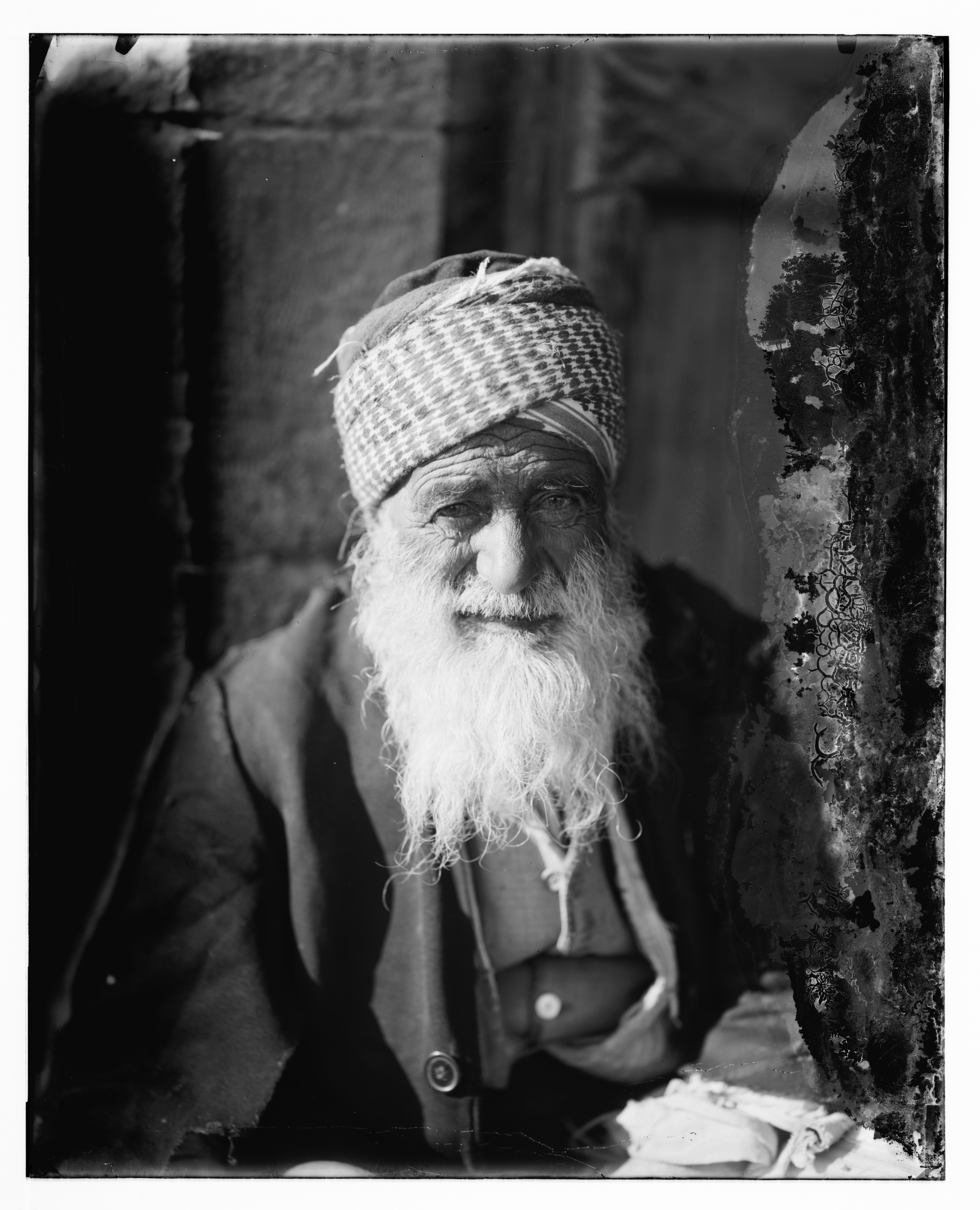
رجل يهودي مسن من اليمن يرتدي الكوفية

الأشمغة المتوفرة في الأسواق تصنع من أحد أصناف الخيوط التالية:
- خيوط قطنية بالكامل (100% قطن)
- خليط من خيوط القطن والبوليستر
- خيوط بوليستر 100%

وتعد الخيوط القطنية أفضل الخيوط لصناعة الشماغ لمظهرها وأدائها المميز. وما يجعل من الشماغ فاخراً وعالي الجودة هو مواصفاته الأساسية التالية:
- 100% قطن صافي
- قطن طويل التيلة
- خيوط قطنية محررة
- خيوط قطنية محروقة السطح
- خيط مزوي

هناك الكثير من العوامل التي تؤثر على جودة الشماغ والغترة من أهمها التالي:
- الخامة السيئة للشماغ ونوعية الخيوط المستخدمة
- الشطط وعدم تطابق الأطراف عند الشراء أو بعد الاستخدام والغسيل
- نضوح اللون الأحمر (للشماغ) عند الغسيل (صباغة سيئة)

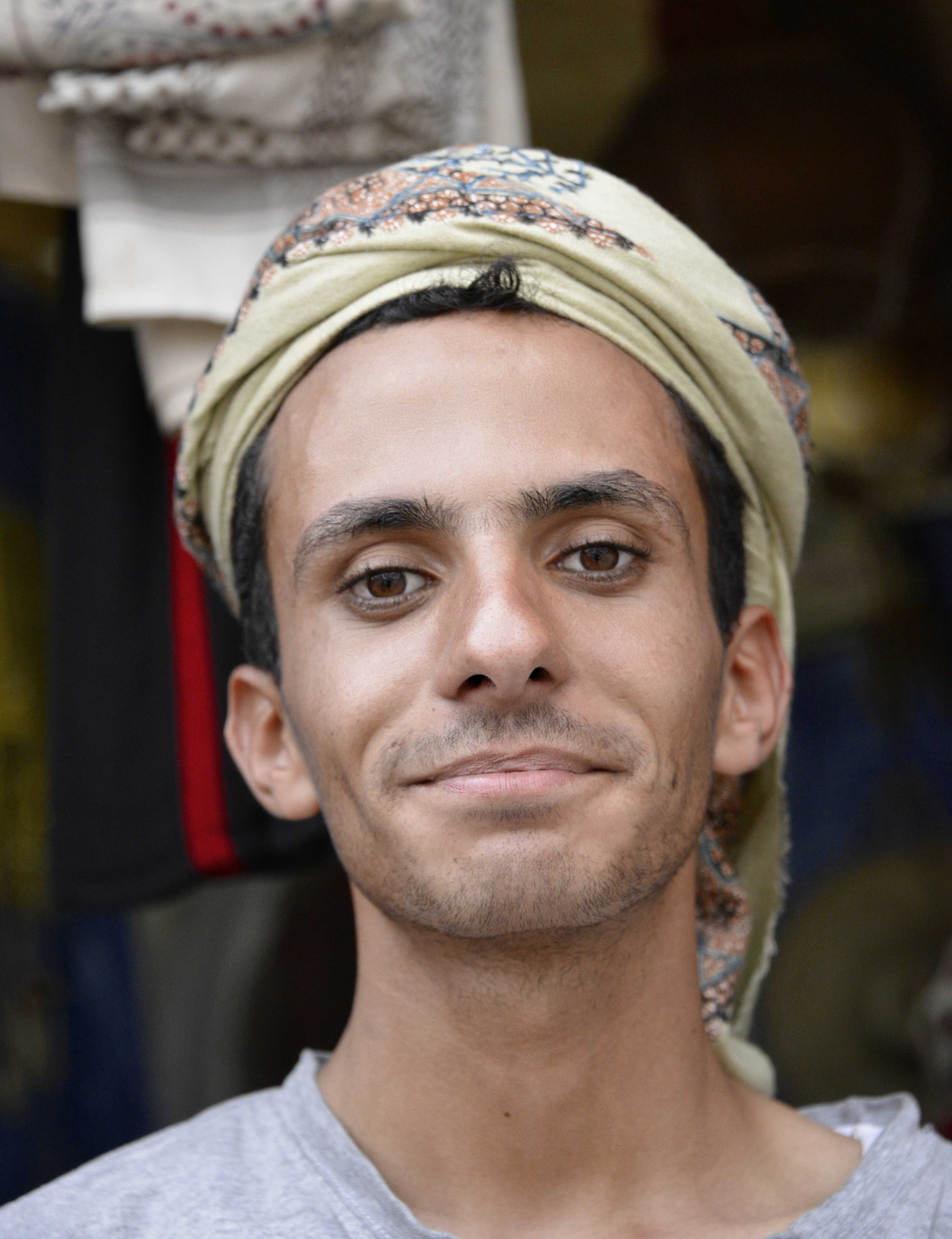
شال يمني

- اصفرار الشماغ بعد الاستعمال
- الكرمشة والتجعد عند لبسه
- زوال لمعة الشماغ بعد الغسيل
- ثقل وزن الشماغ
- عدم وجود دقة في النسيج

## الأصناف والاختلافات
أثناء إقامته مع عرب الأهوار في العراق، أشار غافن يونغ إلى أن السادة المحليين (الرجال المبجلون المقبولون على أنهم من نسل النبي محمد وعلي بن أبي طالب) كانوا يرتدون الكوفية الخضراء الداكنة ( الشيفية ) على عكس الكوفية الخضراء الداكنة. الأمثلة المربعة بالأبيض والأسود النموذجية لسكان المنطقة.

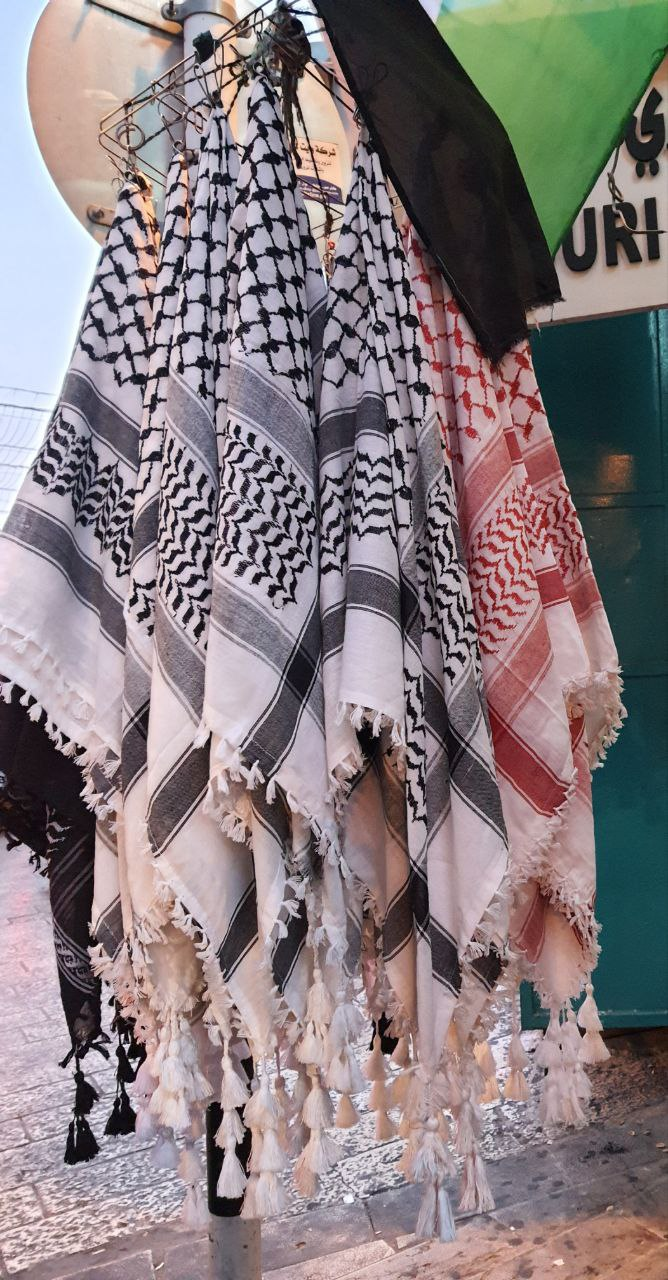
الكوفية الفلسطينية في متاجر بيت لحم

### رمزيات ثقافية أخرى
وحتى العقد الأول من القرن الحادي والعشرين، حظرت تركيا الكوفية لأنها كانت تعتبر رمزًا للتضامن مع حزب العمال الكردستاني .

## الكوفية الفلسطينية
اشتهر ياسر عرفات بوضع الكوفية البيضاء المقلمة بالأسود على رأسه بشكل دائم رمزًا لثقافة المقاومة، وكانت الكوفية مقرونة بالفدائي وسلاحه، وكانت توضع لإخفاء ملامح الفدائي. ونتيجة لذلك أصبحت تلك الكوفية رمزا وطنيا لنضال الشعب الفلسطيني في المحافل الدولية، واتخذتها حركة فتح شعارا لها ووضعتها على شعار الحركة (درع العاصفة). اعتاد الفلاح أن يضع الكوفية لتجفيف عرقه أثناء حراثة الأرض ولوقايته من حر الصيف وبرد الشتاء.
ارتبط اسم الكوفية بالكفاح الوطني منذ ثورة 1936 في فلسطين، حيث تلثم الفلاحون الثوار بالكوفية لإخفاء ملامحهم أثناء مقاومة القوات البريطانية في فلسطين، وذلك لتفادي اعتقالهم أو الوشاية بهم، ثم وضعها أبناء المدن وذلك بأمر من قيادات الثورة آنذاك وكان السبب أن الإنجليز بدؤوا باعتقال كل من يضع الكوفية على رأسه ظنا منهم أنه من الثوار فأصبحت مهمة الإنجليز صعبة باعتقال الثوار بعد أن وضعها كل شباب وشيوخ القرية والمدينة.[بحاجة لمصدر]

## الكوفية في الثقافة العربية
كانت الكوفية رمزا للرجولة والأناقة قديما، وخلال العصر العثماني تميز العامة بوضعها على أكتافهم وسكان الريف على رؤوسهم، بينما كان الأعيان يضعون الطربوش. أما الآن فأصبحت شهرة الكوفية عالمية لا عربية فقط ؛ فقد ارتدى هذه الكوفية كثير من الفنانين العرب والعالميين. إضافة إلى ذلك، انتشرت الكوفية في البلدان الغربية بين الشباب إلى حد ما.
وتجسيدا لقيمتها التاريخية، ظهرت الكوفية في أعمال دريد لحام الفنية، حيث كان يضعها الفنان ناجي جير على كتفه باستمرار. كذلك ظهرت الكوفية على كتف جيل الشباب في مسلسلات البيئة الشامية مثل باب الحارة وأهل الراية وليالي الصالحية. كذلك ظهرت في المسلسلات البدوية التاريخية الأردنية مثل نمر بن عدوان.

## أول ظهور للشماغ والعقال

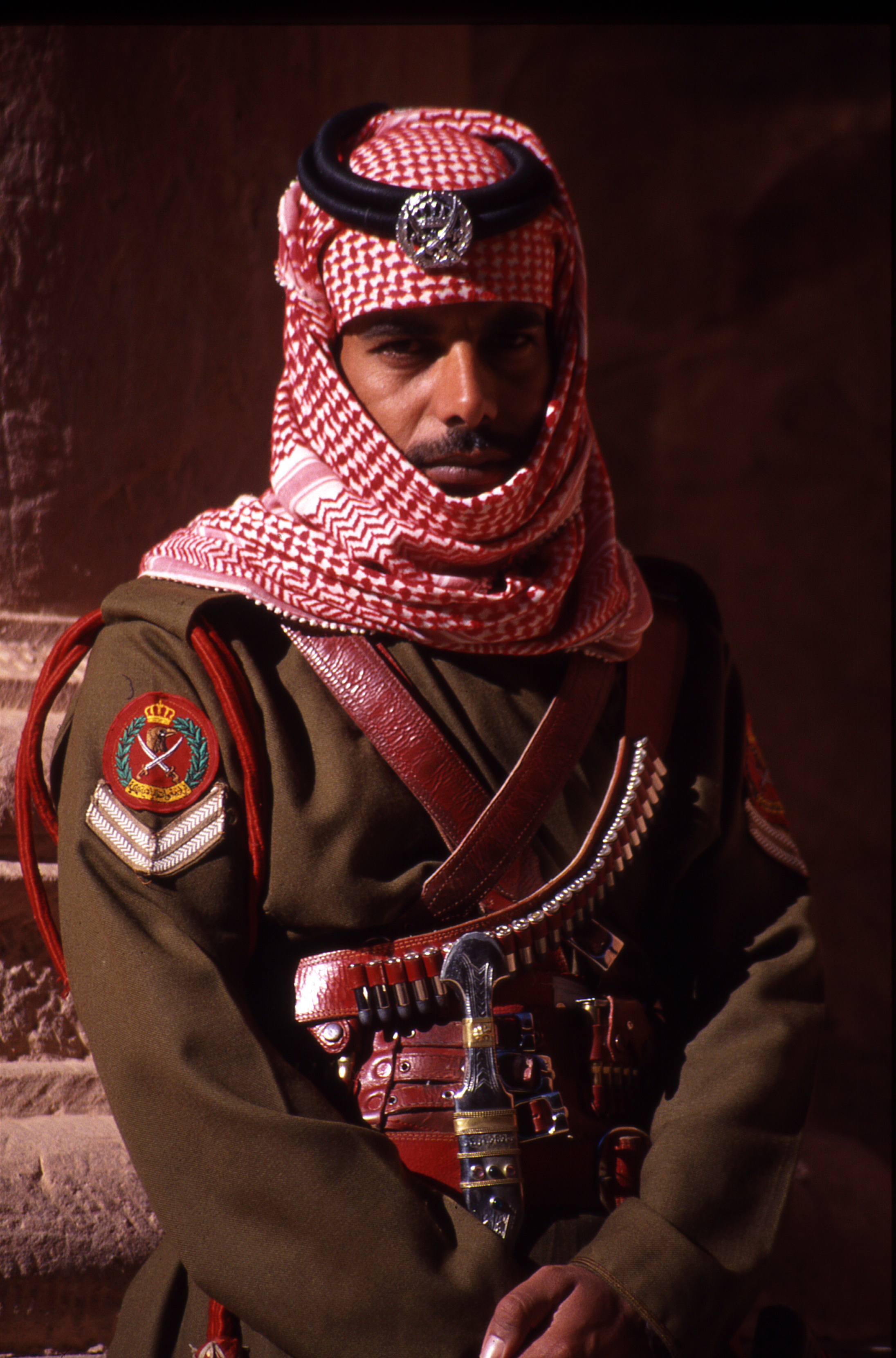
جندي أردني مرتديا "الشماغ"

كان أول من لبس الشماغ وأول ظهور له في مملكة لحيان ودادان بإقليم الحجاز في المملكة العربية السعودية فقد ارتدوا اللحيانيون في دادان الغترة والعقال لحماية أنفسهم من حرارة الشمس والغبار وكان في ذلك الوقت قطعة قماش تربط بحبل .[بحاجة لمصدر]

### الشماغ والاحتلال البريطاني
بعد الاحتلال البريطاني للعراق عام 1918، سارعت الشركات البريطانية التجارية بتصميمه وتصنيعه وعلى أوسع نطاق، وأصبح تجارة مربحة حيث أطلق عليه ( الشماغ اللندني )، وهو أجودها ثم الشركات الكورية والصينية.. ومنها الشماغ الأحمر والمنتشر حاليا في المملكة العربية السعودية ودول الخليج الذي أصبح رمزاً لها.[بحاجة لمصدر]

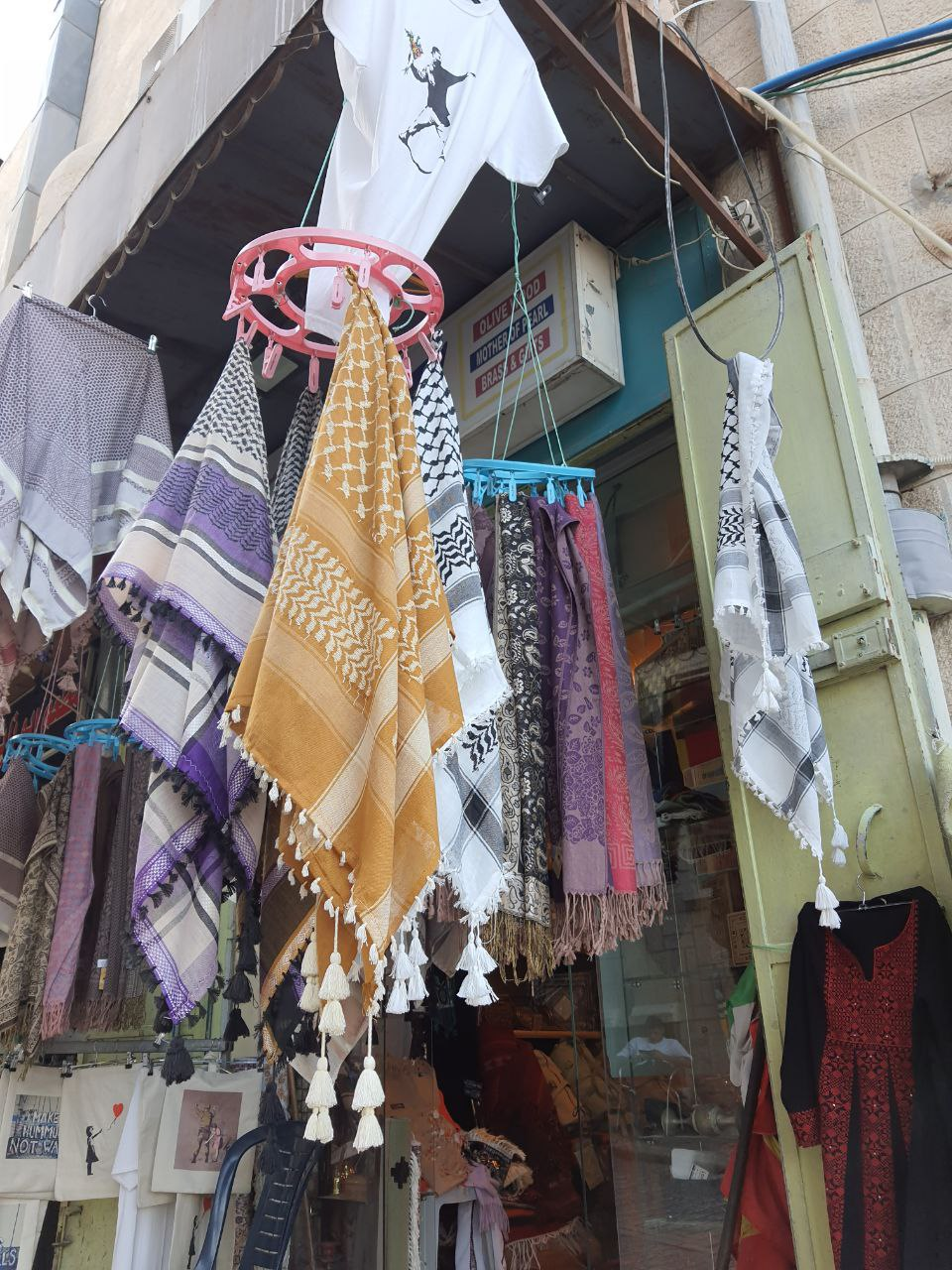
كوفيات بألوان مختلفة في بيت لحم في فلسطين

### الشماغ وسكان الأهوار
يلبس سكان الأهوار في الوقت الحاضر الشماغ ذا الخطوط السوداء، الذي يشبه عيون شباك الصيد الموشح بخطوط عريضة في جوانبه وهي متموجة تشبه أمواج مياه الأهوار.. وفي حافته خطوط ورسوم سوداء تمثل زعانف الأسماك التي اعتقد السومريون بأنها تطرد الأرواح الشريرة.. ولكن السادة العلويين في الأهوار يلبسون الشماغ الأخضر بعد صبغه بمادة خضراء ليميزهم عن باقي الناس وليكنون لهم كل الاحترام لأنهم من سلالة الرسول (ص)... أما الصابئة المندائيون والمنتشرون في الأهوار فكانوا يلبسون الشماغ بخطوطه الحمراء وهم مميزون بلباسهم هذا. في بداية السبعينيات تلثم بالشماغ الأحمر بعض الشباب من صيادي الأسماك من برودة الجو وبدون عقال ولكنه الآن منتشر على عامة الشباب. وعرب الأهوار لا يلبسون الغترة البيضاء لأنها أصلا ًلباس وزي أهل البادية.[بحاجة لمصدر]

### الشماغ والدلالات الخاصة
يعد الشماغ أو (الشطفة وجمعها شطافي) اللباس المتمم لهندام الرجال بعد وضع العقال عليه، وله الكثير من الدلالات الخاصة. فمن لا يلبس العقال فوقه فهذا يدل على أن صاحبه لديه ثأر عشائري ولم يأخذ به أو يدل على الحزن لوفاة عزيز عليه كالوالدة مثلا.. ومن يضرب الشطفة على الأرض في وسط الديوان فإنه يجزم بالوصول إلى خصمه ومهما بلغت التضحيات.. ويحذر أن يخاطب أحدهم في الديوان ويقال له ( يشماغك وسخ ) فإنه يعتقد أن هناك عاراً أو عيبا ً أو نقصا ً بعائلته والشماغ يلبسه الرجال دون النساء.. وقد جاء ذكره في أهازيج وأغاني وشعر أهل الهور.[بحاجة لمصدر]

## لِبسة الشماغ
يُلبسُ الشماغ على عدة هيئات، من ذلك إرخاء طرفَي الشماغ إلى الصدر، وهيئة أخرى، هي «لف الشماغ» بتطويقه من تحت الحنك إلى أعلى الرأس، وهذه الهيئة تدلُ على العزم والانتصار والقوة.

## مشاهير عالميون استخدموها
تستعمل الكوفية في الأعمال الفنية الغربية للدلالة على العربي. وفيما يلي بعض الحالات على سبيل المثال لا الحصر:
- وضعها الممثل تشارلي شين في فلمه فقمات البحرية (بالإنجليزية: Navy Seals)‏ عام 1990.
- في فيلم إنديانا جونز (بالإنجليزية: Indiana Jones and the Last Crusade)‏ الممثل هنري جونز لبسها في أواخر الفيلم.
- في برنامج توب غير الممثل Jeremy Clarkson لبسها في إحدى الحلقات.
- ومغني الراب المشهور كانييه ويست Kaney West في فيديو كليب بوت اون مع يونغ جيزي young jeezy.
- في فيلم المومياء the mummy 1999 الممثل Beni Gabor لبسهاباللون الأخضر.
- المغني كريس براون Chris Brown مغني الار اند بي لبسها في فديو كليب نو اير No Air مع جوردن سباركس Jordin Sparks.
- المغني الأمريكي لوب فياسكو Lupe Fiasco مغني الراب يظهر في موقعه وهو يلبسها.
- الممثل روب شنايدر في فلم Click وغيرهم من الممثلون مثل شارو خان.